# Trädkungsfiskare
Trädkungsfiskare (Halcyoninae) är en av tre grupper med kungsfiskare som består av arter som lever i skog. Gruppen omfattar de flesta arterna av kungsfiskare, med cirka 60 arter uppdelade i cirka 12 släkten. Vagheten i art- och släktantal speglar osäkerhet vad gäller kungsfiskarnas släktförhållanden och taxonomi och inte brist på data kring gruppen, då världens kungsfiskare är ganska välkända.
Kungsfiskarna placeras inom ordningen praktfåglar. Tidigare delades familjen upp i förutom trädkungsfiskare även  egentliga kungsfiskare och vattenkungsfiskare. Numera behandlas de dock som underfamiljer inom en och samma familj.
Man tror att gruppen har sitt ursprung i Indokina och den indonesiska övärlden och sedan har spritt sig till olika områden runt om i världen. Familjen finns i stora delar av Asien och Australasien, men återfinns även i Afrika och på öar i Stilla Havet och Indiska Oceanen.

## Släkten i taxonomisk ordning
Efter Clements et al 2017.
- - Lacedo – en till två arter
  - Dacelo – fyra arter kokaburror
  - Clytoceyx – skovelnäbbad kokaburra
  - Cittura – en till två arter
  - Pelargopsis – tre arter
  - Halcyon – tolv arter
  - Todiramphus – 25–32 arter
  - Caridonax – vitgumpad kungsfiskare
  - Melidora – kroknäbbad kungsfiskare
  - Actenoides – fem till åtta arter
  - Syma – två arter
  - Tanysiptera – åtta till nio arter paradiskungsfiskare